# كنيس شارع دوهاني
كنيس شارع دوهاني هو كنيس يقع في بودابست،المجر.يعتبر أكبر كنيس في أوروبا.